# アペイダース
アペイダース（古希: Ἀφείδας, Apheidās）は、ギリシア神話の人物である。主に、
- アルカスの子
- ポリュペーモーンの子
- ケンタウロスの1人
- オクシュンテースの子
- モロッシアの子

の5人が知られている。以下に説明する。

## アルカスの子
このアペイダースは、アルカディアー地方の王アルカスの子で、エラトス、アザーンと兄弟。またアレオス、ステネボイア、レウコーネーの父。パウサニアースによるとアルカディアーの国土は3分割され、アペイダースはテゲアーとその周辺地域を継承した。そのため後代の詩人たちはテゲアーのことを「アペイダースの籤」と呼んだ。アペイダースはテゲアーの基礎となった9番目の地区アペイダンテスを創設した。
パウサニアースはテゲアー人はスパルタとの戦争に勝利した記念にアポローン、ニーケー、カリストー、アルカス、エラトス、アザーン、トリピュロスと並んでアペイダースの像をデルポイに奉納したと述べている。

## ポリュペーモーンの子
このアペイダースは、アリュバス王ポリュペーモーンの子で、エペリトスの父。『オデュッセイアー』によると、密かに帰国したオデュッセウスは父ラーエルテースに会ったとき、自身の名前をエリュトスであり、アペイダース王の息子であると身分を偽った。

## ケンタウロスの1人
このアペイダースは、ラピテース族の王ペイリトオスとヒッポダメイアの結婚式に出席したケンタウロスの1人。結婚式の騒動の最中に杯を手にしたまま眠りこんでいたが、ポルバースの投げた槍に喉を貫かれ、眠ったまま死んだ。

## オクシュンテースの子
このアペイダースは、アテーナイ王オクシュンテースの子で、テューモイテースと異母兄弟。父の跡を継いで王となったが、テューモイテースに殺され、王位を簒奪された。

## モロッシアの王
このアペイダースは、モロッシアの王で、一部の地域をアペイダンテスと名付けた。